# Joseph Shea
Joseph Gerald Shea (20 de septiembre de 1919-4 de agosto de 2005) fue un oficial de policía estadounidense y un agente especial de la Oficina Federal de Investigaciones (FBI) de Estados Unidos. Es conocido principalmente por su trabajo en el caso de Frank Abagnale Jr. y su inspiración para el personaje ficticio de Carl Hanratty en la película Atrápame si puedes donde es interpretado por el actor Tom Hanks.

## Biografía

### Temprana edad y educación
Joseph Shea nació en Brookline, Massachusetts, el 20 de septiembre de 1919. Fue el tercer hijo de una familia de cuatro hijos de Frank Shea y su esposa de origen irlandés, Alice Mary. La familia se mudó con su abuela paterna después de la muerte de su madre, cuando él tenía ocho años. Shea se unió al Ejército en 1942, después de trabajar en el Hotel Ritz Carlton y en el Navy Yard de Boston. Sirvió en la 36ª División como Sargento Primero. Se unió a las tropas que se enviaban a Europa en el Queen Mary, que se utilizaba para transportar tropas al extranjero. El barco casi se hundió en el mar cuando lo golpeó una ola rebelde, pero se enderezó y los 15.000 soldados a bordo estaban a salvo. Sirvió en el norte de África, Italia y Francia durante la Segunda Guerra Mundial. Después de la guerra, Shea asistió al Boston College y se especializó en contabilidad.

### Carrera como agente
Después de graduarse, comenzó a trabajar para la Oficina Federal de Investigaciones, comenzando como empleado de identificación. En febrero de 1951, fue nombrado Agente Especial. Durante su carrera, Shea trabajó en varias oficinas, incluidas Louisville, Chicago y Atlanta. En sus años como agente trabajó en varios casos famosos, incluido el secuestro de Barbara Mackle y el caso de Frank Abagnale. Se retiró el 31 de diciembre de 1977.

## Vida personal
Shea conoció y se casó con Sarah Eugenia Blakeman mientras estaba en Louisville en mayo de 1953 hasta su muerte en 2004. Tuvieron dos hijas, Reva y Ruth. Después de jubilarse, Shea se mudó a Kentucky, donde él y su esposa vivían en una granja y visitaban St. Thomas cada invierno. Regresaron a Marietta, Georgia, para vivir en 1997. Shea era un ávido golfista.

## Fallecimiento
Shea murió en Marietta, Georgia el 4 de agosto de 2005, a los 85 años y fue enterrado en el cementerio Georgia Memorial Park. Le sobreviven sus dos hijas, nueve nietos y dos bisnietos.

## Representaciones en la cultura popular
En la película de 2002 Atrápame si puedes, el personaje ficticio Carl Hanratty, interpretado por Tom Hanks, se basa libremente en la relación que Shea tenía con Frank Abagnale. Según Frank Abagnale, su profunda amistad con Shea, como se muestra en la película, duró 30 años hasta la muerte de Shea. Sin embargo, The Atlanta Journal-Constitution informó que Abagnale y Shea solo se reunieron a fines de la década de 1980, casi 20 años después de que Shea lo arrestara.
En 2011 se produjo en Broadway un musical teatral basado en la historia de Abagnale. Norbert Leo Butz interpretó a Hanratty y ganó el Premio Tony al Mejor Actor en un Musical.